# 多米尼加教堂 (馬斯垂克)

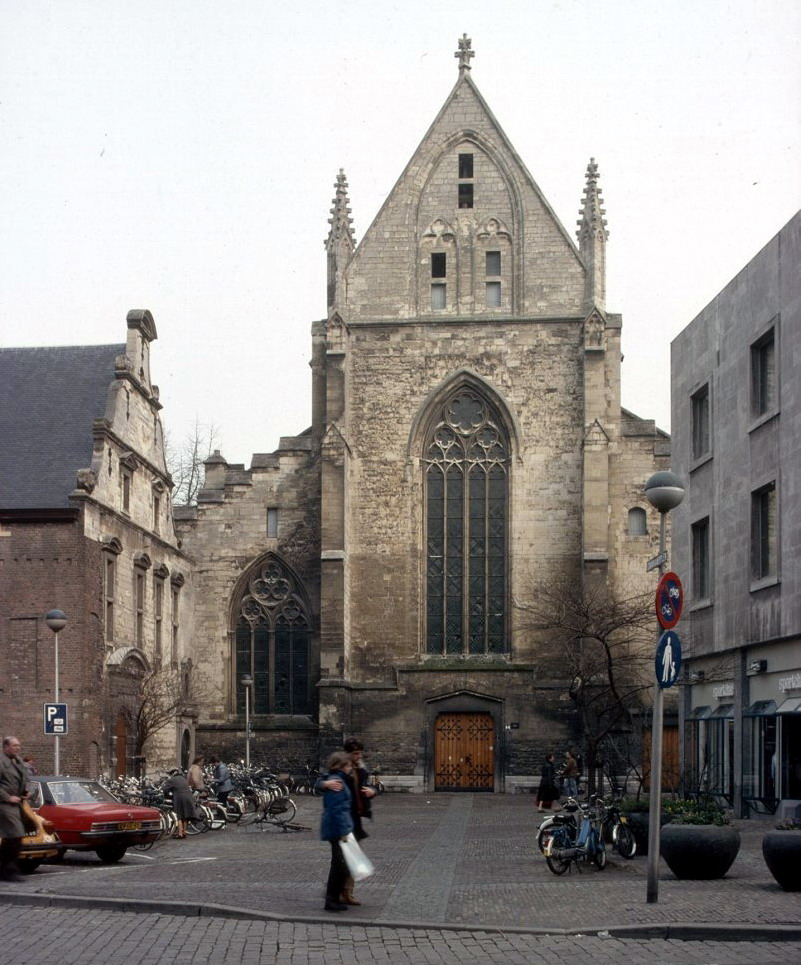
多米尼加教堂建築外觀

多米尼加教堂（荷蘭語：Dominicanenkerk）是位於荷蘭林堡省馬斯垂克的教堂建築。教堂建於13世紀，是一所修道院教堂。在18世紀末，修道院被關閉，建築也先後作為各種用途。2006年起，教堂建築改建為書店，該書店在2008年被英國《衛報》評為世界上最美麗的書店，又被游客称为“天堂书店”。

## 早期歷史
建築現址原是聖道明會的多米尼加教堂，位於馬斯垂克的維德霍夫廣場大街一角，是荷蘭最早的哥德式建築之一。1794年拿破崙的法國軍隊占領馬斯垂克後，教堂內的聖道明會神職人員被驅逐而出，建築作為教堂的使命也因此結束。1815年，法國軍隊撤離，教堂重新歸還給荷蘭，但沒有恢復往昔的宗教用途，並先後成為市政府保管檔案的倉庫、法國騎兵馬舍、拳擊賽場、消防署裝備庫、女子手球賽場、自行車停放所、汽車展銷場和音樂廳等；自20世紀50年代至90年代末，也曾為馬斯垂克舉行嘉年華會的會場。

## 書店
2004年12月，馬斯垂克市政府與荷蘭連鎖書商瑟萊克斯集團（Selexyz）合作，將教堂改造成一座大型書店，基於保護古蹟的完整性，雙方在合約中附加條款特別載明：書店設在教堂內的所有書架必須是簡便易拆的，不得損傷教堂的一磚一瓦。2005年，由阿姆斯特丹的Merkx+Girod建築事務所承接了老教堂內部的設計和裝修，2006年11月，書店正式開幕。
2012年，由於母公司瑟萊克斯集團瀕臨破產危機，集團不得不選擇與二手書連鎖商德．思蕾赫特（De Slegte）進行整併，然而未能扭轉局面，書店勉強營業到2013年底後，於次年1月正式關閉。
面對如此困境，總經理托恩．哈馬斯（Ton Harmes）和職員為了挽救書店，決定在網路上發起募資活動。2014年3月7日，募資活動正式開始進行；同年3月21日，哈馬斯等人從原經營公司購得天堂書店的經營權，並對外宣布書店將作為獨立書店再次開業。